# Yvon Gourmelon
Yvon Gourmelon (Plougastel-Daoulas, 20 de agosto de 1946) es un escritor francés en bretón adscrito a los géneros de la ciencia ficción y novela policíaca, más conocido por su seudónimo Yann Gerven. Es un conocedor y asiduo defensor del bretón «tal como se habla» que intercala su prosa con neologismos con un estilo similar al de Boris Vian y Raymond Queneau. Fue galardonado con el Priz Langleiz (Prix Xavier de Langlais) en 1986.

## Obras

### Colecciones de cuentos
- C'hwec'h kontadenn e brezhoneg aes ha bew, Skol Vreizh, 1978.
- Merc'hed klouar hag ifern yen, Al Liamm, 1995.
- Plac'hedigoù o ler rous, Al Liamm, 1995.
- Cheeseburger ha Yod Silet, Al Liamm, 2009.

### Novelas
- Brestiz o vreskenn, Al Liamm, 1986
- Ar gañfarted hag al louarn kamm, An Here, 1989
- Bouklet ha minellet, Al Liamm, 1990
- Liv ruz an hesk, Keit Vimp Bev 2002
- War un ton laou, Skol Vreizh, 2003
- Ar c'hrashoù, Keit Vimp Bev, 2007
- Tonkad kriz Tom Bruise, Al Liamm, 2007
- Ar Grec'hmitouarn, Keit Vimp Bev, 2008
- Maen Rannou, Keit Vimp Bev, 2009